# Nemoleon quadrimaculatus
Nemoleon quadrimaculatus är en insektsart som beskrevs av Banks 1911. Nemoleon quadrimaculatus ingår i släktet Nemoleon och familjen myrlejonsländor. Inga underarter finns listade i Catalogue of Life.